# Yibin
Yibin (chinois : 宜宾 ; pinyin : Yíbīn) est une ville du sud-est de la province du Sichuan en Chine. Sa population était d'environ 5 000 000 habitants en 2007.

## Économie
En 2006, le PIB total a été de 42,8 milliards de yuans, et le PIB par habitant de 9 560 yuans.

## Centre nucléaire
Un centre de recherche et de production dans le domaine nucléaire, principalement militaire, le centre 812, y est installé.

## Subdivisions administratives
La ville-préfecture de Yibin exerce sa juridiction sur dix subdivisions - un district et neuf xian :
- Le district de Cuiping - 翠屏区 Cuìpíng Qū ;
- Le xian de Yibin - 宜宾县 Yíbīn Xiàn ;
- Le xian de Nanxi - 南溪县 Nánxī Xiàn ;
- Le xian de Jiang'an - 江安县 Jiāng'ān Xiàn ;
- Le xian de Changning - 长宁县 Chángníng Xiàn ;
- Le xian de Gao - 高县 Gāo Xiàn ;
- Le xian de Junlian - 筠连县 Jūnlián Xiàn ;
- Le xian de Gong - 珙县 Gǒng Xiàn ;
- Le xian de Xingwen - 兴文县 Xīngwén Xiàn ;
- Le xian de Pingshan - 屏山县 Píngshān Xiàn.

## Religion
Yibin est le siège du diocèse catholique de Yibin.

## Tourisme
Le parc paysager de la mer de bambou a été proclamé parc national 1er août 1988.

## Ville numérique

### Politiques de ville numérique à Yibin
Le projet de ville numérique de Yibin est dirigé par le centre national de l'information et implique la création de deux plans majeurs, à savoir le Plan de Construction de la Ville Intelligente de Yibin et la Planification de projet spécial pour la construction d'une nouvelle ville intelligente à Yibin, qui ont été approuvés par le gouvernement local. L'objectif est d'utiliser la plateforme de cloud computing pour construire des systèmes d'information non sensibles, tout en migrant progressivement les systèmes existants vers cette plateforme afin de favoriser le partage de ressources et d'éviter toute forme de gaspillage. Pour soutenir le développement de cette ville intelligente, Yibin s'est associé avec le groupe Inspur pour créer une nouvelle entreprise, et a prévu d'investir 1,2 milliard CNY dans la construction d'une base industrielle de données massives au sein du centre d'innovation de la ville.

### Plateforme de ville numérique
La société China Mobile et le gouvernement de la ville d'Yibin ont signé un accord-cadre de coopération stratégique pour la "ville intelligente". Cette signature est une pratique importante des deux parties pour mettre en œuvre la stratégie nationale de développement de l'informatique. China Mobile va investir davantage dans les dix domaines clés d'Yibin, y compris les réseaux intelligents, les services E-gouvernance, la gestion urbaine intelligente, le transport intelligent, la smart éducation, l'industrie intelligente et le tourisme intelligent, afin d'optimiser les réseaux de base et de promouvoir l'application de technologies pour contribuer au développement économique et à l'informatisation de la société d'Yibin.